# Huelgas de Cuno
Las huelgas de Cuno (en alemán: Cuno-Streiks) fueron huelgas nacionales en Alemania contra el gobierno del canciller Wilhelm Cuno en agosto de 1923. La ola de huelgas exigió, eventualmente con éxito, la renuncia del gobierno de Cuno, que ocurrió el 12 de agosto de 1923, después de solo nueve meses. Las huelgas también alentaron las esperanzas de la Internacional Comunista de una revolución inminente.

## Antecedentes
En enero de 1923, el gobierno de Cuno pidió resistencia pasiva a la ocupación belga y francesa de la región del Ruhr. Al mismo tiempo, la inflación en la República de Weimar estaba fuera de control, como resultado de los pagos de reparaciones o de los costos de la resistencia pasiva, lo que hizo que las autoridades locales y las empresas boicotearan a las fuerzas de ocupación mientras el gobierno pagaba los salarios de esos administraciones y compensó a las compañías de carbón y acero por sus pérdidas.
Los gastos causaron el colapso del Reichsmark, que ya había sido inflado. Durante 1923, el marco cayó de 21.000 al dólar estadounidense a principios de año a 6 billones al final. 
Para la sociedad alemana, el resultado fue un completo desastre, ya que las personas se apresuraron a comprar cosas antes de que su dinero perdiera su valor, y las personas que habían tenido ahorros los vieron evaporarse de la noche a la mañana. Porciones considerables del movimiento obrero se opusieron o incluso más al gobierno alemán que a las fuerzas de ocupación francesas. Su lema era "¡Derrota a Cuno y Poincaré en el Ruhr y en el Spree!"

## Huelgas
Una disputa laboral en la industria gráfica de Berlín desencadenó una huelga salvaje, instigada por el Partido Comunista de Alemania (KPD). La planta de impresión del Reich también se vio afectada, lo que provocó la interrupción de las prensas de billetes y, en poco tiempo, una notable falta de papel moneda. Los trabajadores de las centrales eléctricas, la construcción y el Berliner Verkehrsbetriebe se unieron a la huelga. La ola de huelgas exigió la renuncia del gobierno de Cuno.
Contra la voluntad de la presidenta del partido KPD, Ruth Fischer, Otto Wels, el jefe del Partido Socialdemócrata (SPD) pudo evitar una huelga general.
Presionado por el SPD, una conferencia de sindicatos el 10 de agosto de 1923 rechazó el llamado a una huelga general, apoyó al izquierdista Allgemeiner Deutscher Gewerkschaftsbund. El KPD, al no aceptar la derrota, celebró una reunión de todos los comités de empresa revolucionarios en el Gran Berlín. Convocó una huelga general para derrocar al gobierno de Cuno pero se le impidió difundir ampliamente el llamado porque su periódico Die Rote Fahne había sido prohibido. 
Sin embargo, las huelgas, apoyadas por algunos en el SPD, se extendieron desde Berlín a otras ciudades y regiones, como Hamburgo, Lusacia, la Provincia de Sajonia, así como a los estados de Sajonia y Turingia. Las fábricas fueron ocupadas por trabajadores comunistas y las administraciones de fábrica enviaron a huir. En la región del Ruhrhubo resistencia pasiva en lugar de huelgas. La respuesta a la huelga superó incluso las expectativas del liderazgo del KPD.

## Renuncia del gobierno
En total, tres millones y medio de trabajadores se declararon en huelga obligando indirectamente a Cuno y su gabinete a renunciar el 11 de agosto.
Con la renuncia de Cuno el 11 de agosto de 1923, las huelgas pronto terminaron. Los trabajadores comenzaron a regresar al trabajo. Además de la presión de las huelgas, el 10 de agosto, la facción del KPD en el Reichstag había actuado para censurar al gobierno de Cuno. El SPD, impulsado por su base y buscando evitar un malestar social peor o posiblemente una revolución, no vio otra alternativa política que formar una gran coalición. Rudolf Hilferding, en contraste con los izquierdistas alineados con Paul Levi, abogó por tal movimiento e instó a Gustav Stresemann a hacerse cargo del gobierno, resolviendo la crisis en el marco del sistema parlamentario y dejando al KPD incapaz de convertirlo en una agitación revolucionaria. 

## Casi revolución
No obstante, las huelgas de Cuno alimentaron, en Moscú, la esperanza de una revolución alemana. Hubo enfrentamientos con la policía en varias ciudades y decenas de trabajadores fueron asesinados. León Trotski y otros miembros influyentes del Buró Político Soviético y el Comintern creían que Alemania estaba lista para la revolución, pero Heinrich Brandler, el jefe del KPD, sintió que el momento era prematuro. A pesar de las dudas de Brandler, el 23 de agosto de 1923, el Politburó soviético adoptó un plan para un "octubre alemán", pero el intento de golpe fue cancelado en el último minuto. La noticia de la cancelación no llegó a Hamburgo a tiempo (o posiblemente fue ignorada por el liderazgo local del KPD) y la insurrección local tuvo lugar, como estaba previsto. 